# Politika soudržnosti
Politika soudržnosti neboli Regionální politika EU je strategie Evropské unie na podporu „celkového harmonického rozvoje“ členských států EU a regionů. Je zakotvena ve Smlouvě o fungování Evropské unie (čl. 174). Cílem je vyrovnávání rozdílů v míře rozvoje různých regionů. Na fondy, které tuto strategii podporují, je vyčleněna asi třetina rozpočtu EU.
V letech 2021–2027 má Politika soudržnosti plnit také politické priority Unie, zejména zelenou a digitální transformaci.

Regionální fondy EU pomáhají těm regionům, které dosahují méně než 75% HDP EU (červené, tzv. méně rozvinuté regiony) či pod 100% (oranžové, tzv. tranzitní regiony)

## Nové priority
- Podpora pěti politických cílů[2]
- Vážené investice v oblasti klimatu a životního prostředí, mechanismus přizpůsobení klimatu
- Větší zmocnění místních, městských a územních orgánů při správě fondů
- jednotný soubor pravidel pro osm fondů, redukce sekundárních právních předpisů.

### Pět politických cílů
1. Konkurenceschopnější a chytřejší Evropa
2. Ekologičtější, nízkouhlíkový přechod k bezuhlíkové ekonomice
3. Více propojená Evropa posílením mobility
4. Sociálnější a inkluzivnější Evropu
5. Evropa blíže občanům podporou udržitelného a integrovaného rozvoje všech typů území